# ليلويت
ليلويت هي بلدة، في كندا، تقع في Squamish-Lillooet Regional District ‏، بلغ عدد سكانها 2,321 نسمة، تبلغ مساحتها 2,751 كيلومتر مربع.

## المناخ
يظهر الجدول التالي التغييرات المناخية على مدار السنة لليلويت:
| البيانات المناخية لـليلويت         | البيانات المناخية لـليلويت | البيانات المناخية لـليلويت | البيانات المناخية لـليلويت | البيانات المناخية لـليلويت | البيانات المناخية لـليلويت | البيانات المناخية لـليلويت | البيانات المناخية لـليلويت | البيانات المناخية لـليلويت | البيانات المناخية لـليلويت | البيانات المناخية لـليلويت | البيانات المناخية لـليلويت | البيانات المناخية لـليلويت | البيانات المناخية لـليلويت |
| الشهر                              | يناير                      | فبراير                     | مارس                       | أبريل                      | مايو                       | يونيو                      | يوليو                      | أغسطس                      | سبتمبر                     | أكتوبر                     | نوفمبر                     | ديسمبر                     | المعدل السنوي              |
| ---------------------------------- | -------------------------- | -------------------------- | -------------------------- | -------------------------- | -------------------------- | -------------------------- | -------------------------- | -------------------------- | -------------------------- | -------------------------- | -------------------------- | -------------------------- | -------------------------- |
| الدرجة القصوى °م (°ف)              | 18.5 (65.3)                | 17.8 (64.0)                | 25.6 (78.1)                | 36.1 (97.0)                | 41.7 (107.1)               | 40.6 (105.1)               | 44.4 (111.9)               | 40.5 (104.9)               | 37.2 (99.0)                | 30.0 (86.0)                | 23.3 (73.9)                | 22.2 (72.0)                | 44.4 (111.9)               |
| متوسط درجة الحرارة الكبرى °م (°ف)  | 0.6 (33.1)                 | 4.4 (39.9)                 | 10.9 (51.6)                | 16.2 (61.2)                | 21.2 (70.2)                | 24.9 (76.8)                | 28.3 (82.9)                | 28.2 (82.8)                | 22.3 (72.1)                | 13.5 (56.3)                | 5.0 (41.0)                 | 0.0 (32.0)                 | 14.6 (58.3)                |
| المتوسط اليومي °م (°ف)             | −2.4 (27.7)                | 0.4 (32.7)                 | 5.2 (41.4)                 | 9.9 (49.8)                 | 14.8 (58.6)                | 18.6 (65.5)                | 21.6 (70.9)                | 21.3 (70.3)                | 15.9 (60.6)                | 8.8 (47.8)                 | 2.1 (35.8)                 | −2.4 (27.7)                | 9.5 (49.1)                 |
| متوسط درجة الحرارة الصغرى °م (°ف)  | −5.2 (22.6)                | −3.7 (25.3)                | −0.4 (31.3)                | 3.6 (38.5)                 | 8.3 (46.9)                 | 12.3 (54.1)                | 14.6 (58.3)                | 14.2 (57.6)                | 9.4 (48.9)                 | 4.1 (39.4)                 | −0.9 (30.4)                | −4.9 (23.2)                | 4.3 (39.7)                 |
| أدنى درجة حرارة °م (°ف)            | −31.1 (−24.0)              | −27.0 (−16.6)              | −18.3 (−0.9)               | −11.1 (12.0)               | −3.9 (25.0)                | 2.8 (37.0)                 | 4.4 (39.9)                 | 4.4 (39.9)                 | −2.8 (27.0)                | −17.0 (1.4)                | −32.0 (−25.6)              | −31.1 (−24.0)              | −32.0 (−25.6)              |
| الهطول مم (إنش)                    | 38.3 (1.51)                | 20.3 (0.80)                | 16.8 (0.66)                | 19.0 (0.75)                | 26.1 (1.03)                | 23.7 (0.93)                | 35.5 (1.40)                | 25.7 (1.01)                | 23.7 (0.93)                | 33.8 (1.33)                | 44.6 (1.76)                | 41.7 (1.64)                | 349.0 (13.74)              |
| معدل هطول الأمطار مم (إنش)         | 30.9 (1.22)                | 17.1 (0.67)                | 15.2 (0.60)                | 19.0 (0.75)                | 26.1 (1.03)                | 23.7 (0.93)                | 35.5 (1.40)                | 25.7 (1.01)                | 23.7 (0.93)                | 33.2 (1.31)                | 40.6 (1.60)                | 31.9 (1.26)                | 322.5 (12.70)              |
| متوسط تساقط الثلوج سم (إنش)        | 7.5 (3.0)                  | 3.3 (1.3)                  | 1.6 (0.6)                  | 0.05 (0.02)                | 0 (0)                      | 0 (0)                      | 0 (0)                      | 0 (0)                      | 0 (0)                      | 0.7 (0.3)                  | 3.8 (1.5)                  | 9.7 (3.8)                  | 26.5 (10.4)                |
| متوسط أيام هطول الأمطار (≥ 0.2 mm) | 9.7                        | 7.7                        | 9.1                        | 8.0                        | 8.5                        | 7.5                        | 7.9                        | 6.7                        | 6.5                        | 10.7                       | 13.0                       | 10.2                       | 105.1                      |
| متوسط الأيام الممطرة (≥ 0.2 mm)    | 7.4                        | 6.5                        | 8.1                        | 8.0                        | 8.5                        | 7.5                        | 7.9                        | 6.7                        | 6.5                        | 10.6                       | 12.0                       | 7.2                        | 97.3                       |
| متوسط الأيام المثلجة (≥ 0.2 cm)    | 3.4                        | 1.5                        | 0.5                        | 0.05                       | 0                          | 0                          | 0                          | 0                          | 0                          | 0.2                        | 1.7                        | 3.6                        | 10.9                       |
| المصدر: Environment Canada         |                            |                            |                            |                            |                            |                            |                            |                            |                            |                            |                            |                            |                            |